# Gedeon Michał Frąckiewicz Radzimiński
Gedeon Michał Frąckiewicz Radzimiński herbu Brodzic (zm. 16 czerwca 1712 roku) – chorąży nadworny litewski w 1695 roku, starosta słonimski, starosta zydejkański.
Poseł sejmiku nowogródzkiego na sejm zwyczajny 1688 roku, sejm nadzwyczajny 1688/1689 roku, sejm 1690 roku, sejm nadzwyczajny 1693 roku, sejm 1695 roku. Poseł słonimski na sejm pacyfikacyjny 1698 roku.
Był członkiem konfederacji olkienickiej w 1700 roku.
Poseł nowogródzki na sejm nadzwyczajny 1712 roku i sejm nadzwyczajny (z limity) 1712/1713 roku.